# Aphanoneura
Aphanoneura o Aelosomatida es un grupo de pequeños gusanos anélidos de hábitat meiofaunal de agua dulce y que tienen simple organización. Este grupo ha sido validado por el análisis filogenético molecular.

## Filogenia
Es probable que Aphanoneura conforme el clado hermano de Clitellata dentro de Sedentaria y que además esté relacionado con Hrabeiellidae, grupo de pequeños gusanos terrestres del suelo húmedo con un parecido superficial con los arquianélidos. Las relaciones serían las siguientes:
|  | \| \| Aeolosomatidae \| \| \| \| \| \| Potamodrilidae \| \| \| \| |
|  |                                                                   |
|  | Hrabeiellidae                                                     |
|  |                                                                   |
|  | Aeolosomatidae                                                    |
|  |                                                                   |
|  | Potamodrilidae                                                    |
|  |                                                                   |

|  | Aeolosomatidae |
|  |                |
|  | Potamodrilidae |
|  |                |

|  | \| \| Aeolosomatidae \| \| \| \| \| \| Potamodrilidae \| \| \| \| |
|  |                                                                   |
|  | Hrabeiellidae                                                     |
|  |                                                                   |
|  | Aeolosomatidae                                                    |
|  |                                                                   |
|  | Potamodrilidae                                                    |
|  |                                                                   |

|  | Aeolosomatidae |
|  |                |
|  | Potamodrilidae |
|  |                |